# ヨーン・ダグル・ソルステインソン
ヨーン・ダグル・ソルステインソン (Jon Dagur Thorsteinsson アイスランド語: Jón Dagur Þorsteinsson , 1998年11月26日 - )は、アイスランド・コーパヴォグル出身のプロサッカー選手。ヘルタ・ベルリン所属。ポジションはFW。

## クラブ経歴
2014年に地元のHKコーパヴォグスで16歳でプロデビューし、翌年イギリスに渡り、フラムFCと契約。加入後ユースチームでプレー。2017-18シーズンはU-23リーグ (プレミアリーグ2)で20試合7ゴールを記録するもトップチーム昇格までには至らず、2018年8月31日にヴェンシュセルFFへの1年間のローン移籍が決定。
2019年6月25日、オーフスGFと3年契約を締結。
2022年7月4日、OHルーヴェンと3年契約を締結した。

## 代表歴
2014年から各ユース世代のアイスランド代表で主軸としてプレー。2018年10月にフル代表に初招集。翌2019年1月12日のスウェーデン戦で代表戦デビューを果たした。